# Наср III
Наср III (д/н — 1173) — 17-й каган Західнокараханідського ханства у 1170—1171 роках.

## Життєпис
Походив з алідської гілки династії Караханідів. Інформації про нього обмаль. Відомо, що був небожем кагана Масуд-хана II. 1163 року отримав титул тегіна. Після смерті Масуд-хана II 1170 року захопив владу.
Невдовзі проти нього виступив стриєчний брат Мухаммад, який зрештою повалив Насра III, захопивши трон. Вів боротьбу за повернення влади до самої смерті у 1173 році.